# Daniel Tomasella

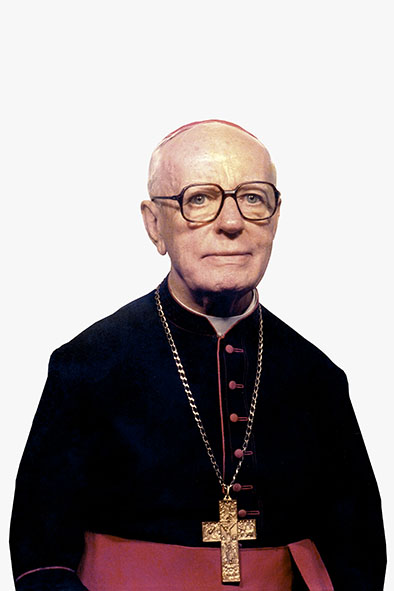
Daniel Tomasella (2018)

Daniel Tomasella OFMCap (* 18. Juli 1923 in Conchas; † 20. September 2003) war ein brasilianischer Ordensgeistlicher und römisch-katholischer Bischof von Marília.

## Leben
Daniel Tomasella trat der Ordensgemeinschaft der Kapuziner bei und empfing am 22. Juni 1947 die Priesterweihe.
Papst Paul VI. ernannte ihn am 6. September 1969 zum Weihbischof in Marília und Titularbischof von Martirano. Der Apostolische Nuntius in Brasilien, Erzbischof Umberto Mozzoni, spendete ihm am 8. Dezember desselben Jahres die Bischofsweihe; Mitkonsekratoren waren Erzbischof Hugo Bressane de Araújo, Bischof von Marília, und Jorge Scarso OFMCap, Bischof von Patos de Minas.
Der Papst ernannte ihn am 14. Januar 1975 zum Koadjutorbischof von Marília. Mit der Emeritierung Hugo Bressane de Araújos am 23. April 1975 folgte er ihm als Bischof von Marília nach. Von seinem Amt trat er am 9. Dezember 1992 zurück.